# Gerhard Lüke
Gerhard Lüke (* 21. Februar 1927 in Hildesheim; † 28. April 2014 in Saarbrücken) war ein deutscher Rechtswissenschaftler und Hochschullehrer an der Universität des Saarlandes.

## Leben
Nach einer schweren Verwundung im Zweiten Weltkrieg und dem Notabitur studierte Lüke ab 1946 Rechtswissenschaften an der Universität Frankfurt am Main. Dort legte er die beiden Juristischen Staatsexamina ab. 1953 promovierte er in Frankfurt bei Gerhard Schiedermair. Ebenfalls unter Schiedermair habilitierte Lüke sich 1958 und erhielt mit der unveröffentlichten Schrift Der Streitgegenstand im Zivil- und Verwaltungsprozess die Venia legendi für die Fächer Bürgerliches Recht, Zivilprozessrecht und Verwaltungsprozessrecht. Nach der anschließenden Tätigkeit als Privatdozent an der Universität Frankfurt am Main nahm er einen Ruf der Universität des Saarlandes in Saarbrücken auf den Lehrstuhl für Prozessrecht, Bürgerliches Recht und Arbeitsrecht an. Der Universität des Saarlandes hielt Lüke trotz Rufen an die Universitäten Frankfurt und Tübingen bis zu seiner Emeritierung 1995 die Treue. Unterbrochen wurde seine Tätigkeit einzig durch Gastprofessuren an der University of Chicago (1966), der Keiō-Universität (1966) und der Universität Kyūshū (1970).
Dem japanischen Recht blieb er auch weiterhin verbunden. So war er 1987 in Saarbrücken einer der Mitinitiatoren der dortigen Deutsch-Japanischen Gesellschaft. Seit 1966 war er zudem Ehrenmitglied der Vereinigung japanischer Zivilprozessualisten. 1970 verlieh ihm die Keiō-Universität die Ehrendoktorwürde. 1991 wurde Lüke der Orden des Heiligen Schatzes am Halsband mit goldenen Strahlen vom japanischen Kaiser verliehen.
Gerhard Lüke war Mitherausgeber der Zeitschrift Juristische Schulung und des Münchener Kommentars zur Zivilprozessordnung. Er war Vater von zwei Kindern, darunter der Professor Wolfgang Lüke.

## Veröffentlichungen (Auswahl)
- Die öffentlichrechtliche Theorie der Zwangsvollstreckung und ihre Grenzen. Universitätsverlag, Frankfurt am Main 1952 (Dissertation).
- mit Ernst Wolf und Herbert Hax: Scheidung und Scheidungsrecht: Grundfragen der Ehescheidung in Deutschland. Mohr Siebeck, Tübingen 1959.
- Beiträge zum neuen Kassenarztrecht. Heymanns, Köln 1980, ISBN 978-3-452-18728-4.
- Insolvenzrecht. C.H. Beck, München 1985, ISBN 978-3-406-30476-7.
- Fälle zum Zivilprozessrecht: Erkenntnis- und Vollstreckungsverfahren der ZPO. 2. Auflage. C.H. Beck, München 1993, ISBN 978-3-406-37695-5.
- Zwangsvollstreckungsrecht. 2. Auflage. C.H. Beck, München 1993, ISBN 978-3-406-37178-3.